# Isparta
Isparta ist die Hauptstadt der gleichnamigen türkischen Provinz Isparta. Gleichzeitig ist sie auch Zentrum des sie umgebenden zentralen Landkreis (İlçe Merkez).
Die Stadt liegt in 1049 m Höhe im Westlichen Taurusgebirge am Oberlauf des Aksu und ist der Standort der Süleyman Demirel Üniversitesi. Berühmt ist die Provinz für ihre Teppiche mit naturalistischen Blumenmustern, ihren Rosenanbau und die aus Rosenöl hergestellten Produkte.

## Ortsname
Über die Herkunft und Bedeutung des Ortsnamens gibt es verschiedene Theorien.
Nach Süleyman Sami liegt dem Namen Baris das Sanskrit-Wort vari für Wasser zu Grunde.
Hikmet Dağlıoğlu sieht in dem Wort Baride eine Ortsbezeichnung hethitischen oder lydischen Ursprungs mit der Bedeutung Überfluss. Spätere Einwanderer fügten die Vorsilbe Eis hinzu, so dass sich der Name Eisbarida und später zu Isbarida verschliff. Im Türkischen wurde daraus Isparta.
In byzantinischer Zeit hieß die Stadt Βάρις Báris oder Sbárita.
In arabischen Quellen aus dem 8. Jahrhundert wird die Stadt als Sabarta bezeichnet.
In osmanischer Zeit hieß die Stadt Hamid, nach der Bezeichnung des Beyliks Hamidoğulları, das hier im 14. Jahrhundert bestand. Im Jahre 1846 erhielt die Stadt den Namen Hamidabad und wurde Hauptstadt eines Sandschaks. Die Rückbenennung zur türkischen Form des ursprünglichen Namens erfolgte 1922.

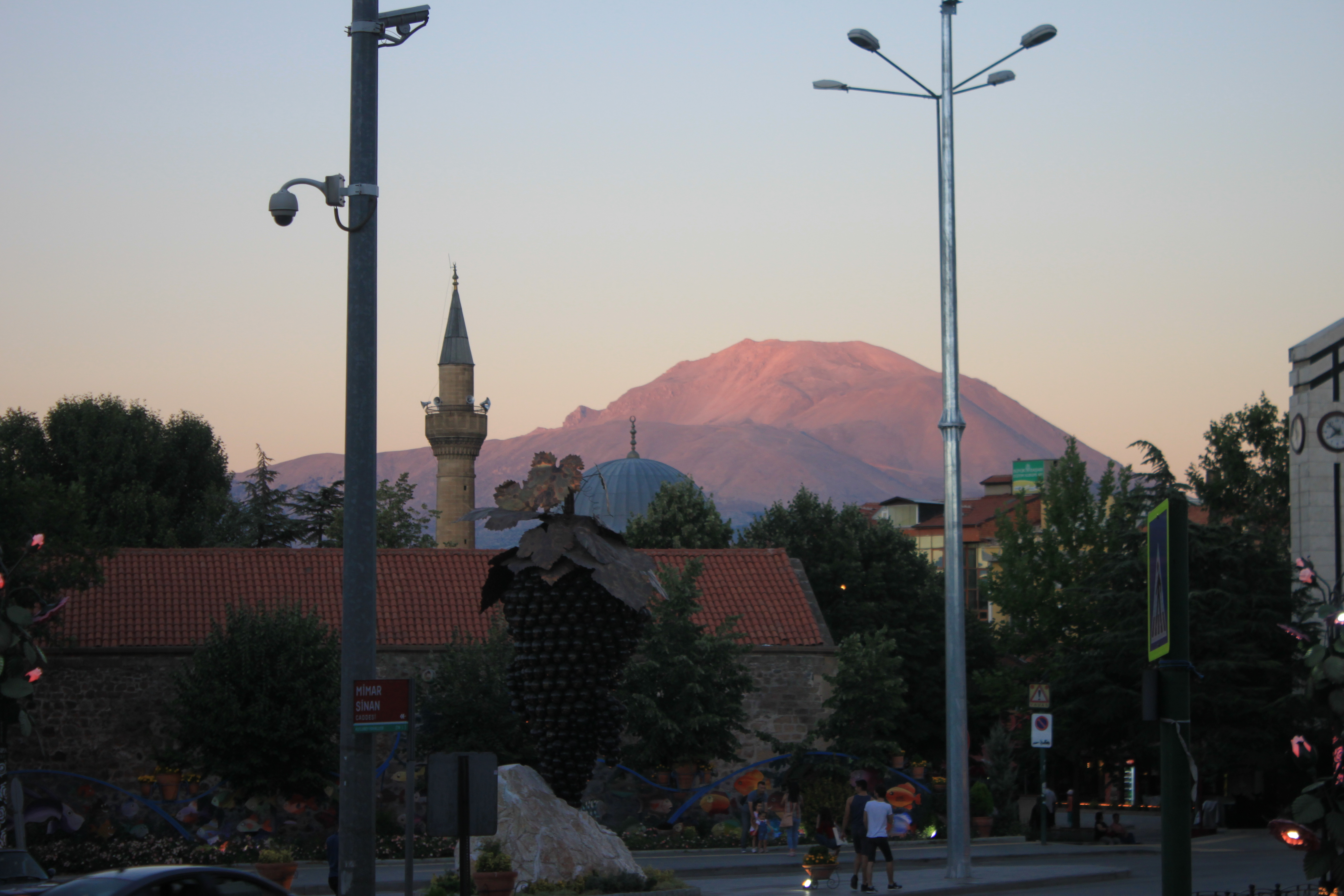
Ulu Camii und im Hintergrund der Davraz Dağı

## Geschichte
Die Gegend um Isparta war schon seit der Altsteinzeit (Paläolithikum) besiedelt; dies belegen Funde in der Kapini-Höhle bei Bozanönü, nördlich von Isparta, die 1944 von dem türkischen Archäologen und Anthropologen Şevket Aziz Kansu entdeckt wurden.
Bei Gümüşgün, nordwestlich von Isparta, fand man Mikrolithen aus der Mittelsteinzeit (Mesolithikum).
Weitere Siedlungsspuren aus der Kupfersteinzeit (Chalkolithikum) wurden im heutigen Stadtgebiet entdeckt.
Erste schriftliche Quellen belegen das Vorhandensein von Siedlungen der Pisider, Luwier und Arzawer in der Region. Im 2. Jahrtausend vor Christus versuchten die Hethiter das Gebiet unter ihre Kontrolle zu bringen, was ihnen jedoch nicht dauerhaft gelang. Ab 1000 v. Chr. wanderten die Phryger ein und lösten die Pisider ab. Im 8. Jahrhundert v. Chr. gehörte das Gebiet zu Lydien. 541 v. Chr. eroberten die Perser unter König Kyros II. Lydien. Zu dieser Zeit soll schon eine Siedlung namens Baris existiert haben. Alexander der Große nahm das Gebiet nach der Eroberung von Sagalassos 334/332 v. Chr. in Besitz. Nach seinem Tod war es Teil des Königreichs Pergamon, bis es der letzte König von Pergamon, Attalos III., den Römern vermachte.

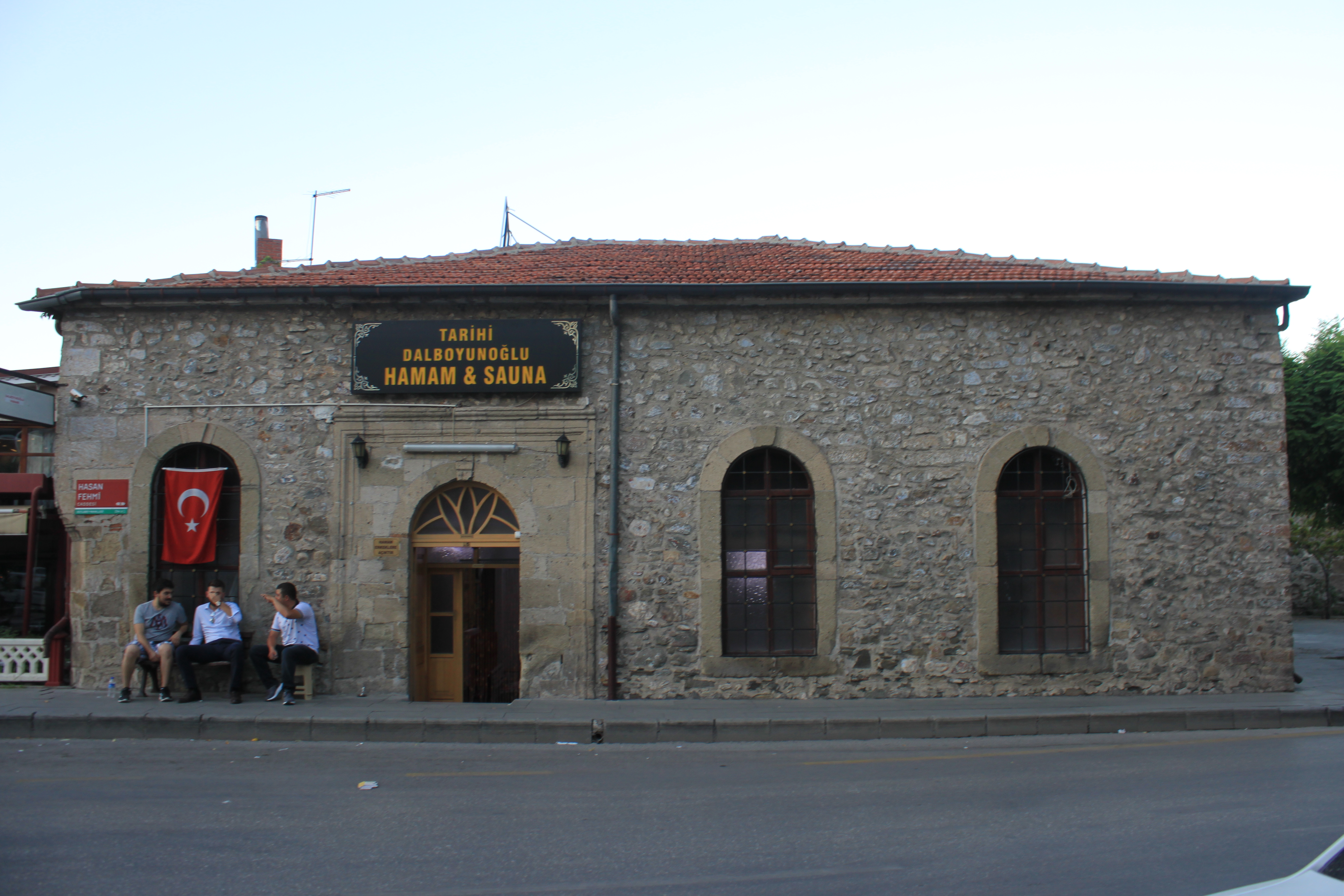
Hamam aus dem Jahr 1694

In byzantinischer Zeit bereitete sich das Christentum schnell aus und vom Ersten Konzil in Nicäa 325 ist die Teilnahme eines Bischofs Heraklius aus Baris überliefert. Auch am Zweiten Konzil von Nicäa 787 nahm ein Bischof aus Baris, Leo, teil, wobei unklar ist, ob Baris in Pisidien oder in Hellesponto gemeint ist. Baris wurde zu einem religiösen Zentrum des Themas Anatolikon.
Während der Arabereinfälle im 8. Jahrhundert wurde Baris 774 von den Abbassiden erobert, konnte aber bald darauf von Byzanz zurückerobert werden. Die arabischen Überfälle dauerten bis ins 10. Jahrhundert an und hinderten die Entwicklung der Stadt.
1204 wurde Baris von den Rum-Seldschuken unter Suleiman II. erobert. Nach dem Tod des letzten Seldschuken-Herrschers 1307 übernahmen die Hamididen des Fürstentums (türkisch: Beylik) Hamidoğulları die Herrschaft über Baris und nannten die Stadt „Hamid“. 1324 wurde Hamid kurzzeitig von den Mongolen erobert, aber schon 1328 herrschten die Hamidoğulları wieder über die Stadt. Der Letzte aus der Dynastie der Hamidoğulları, Hamitoğlu Kemaleddin Hüseyin Bey, verkaufte 1374 (andere Quellen: 1381) sein Fürstentum für 80.000 Goldstücke an den osmanischen Sultan Murad I. und mit Hüseyins Tod 1390 fiel die Stadt an das Osmanische Reich und wurde als Sandschak Hamid Teil des Beylerbey Anatolien.
Durch die Celali-Aufstände im 16. und 17. Jahrhundert erlitt die Stadt große Schäden. Mehrere Erdbeben in dieser Zeit zerstörten zahlreiche Gebäude. 1780 ereignete sich ein schweres Beben, das den Kratersee Gölcük oberhalb der Stadt zum Überlaufen brachte und dabei zwei Stadtviertel zerstört wurden.
1846 wurde die Stadt Hamidabad genannt und hatte 6.310 Einwohner. 1869 belief sich die Einwohnerzahl auf 11.560.
Laut dem Jahrbuch der Provinz Konya von 1882 lebten in Hamidabad 33.109 Personen, davon waren 4.524 Griechen und 551 Armenier.

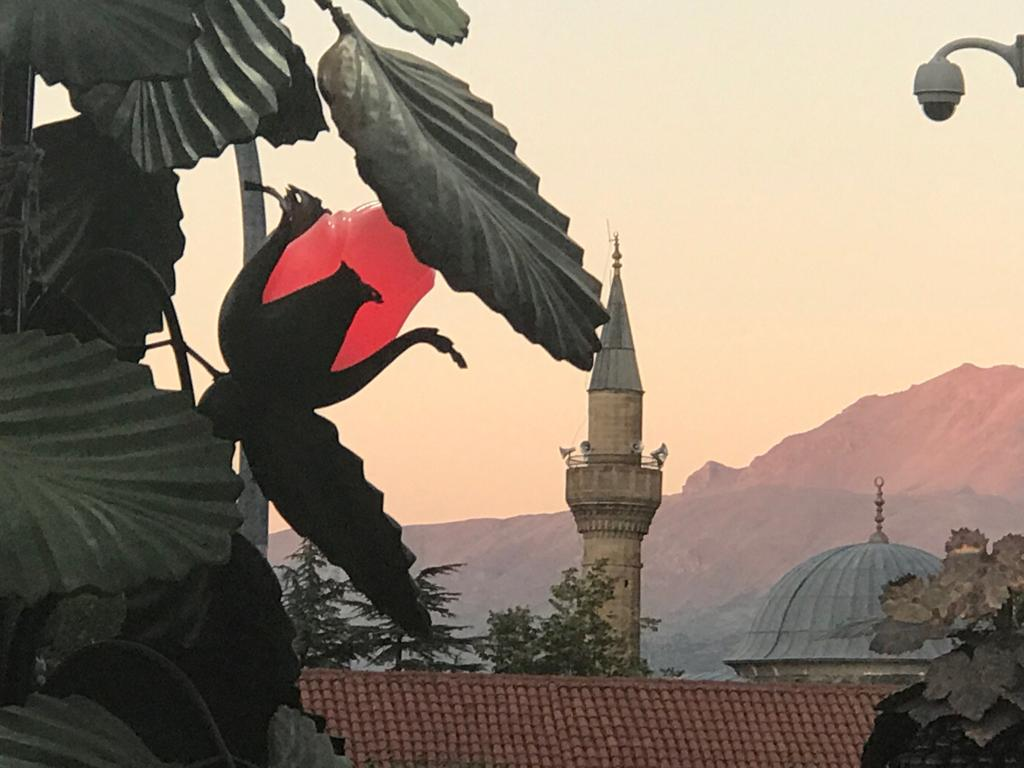
Rosenlampe am Abend mit der Kutlu Bey Camii im Hintergrund

Nach dem Russisch-Osmanischen Krieg 1877–1878 wanderten viele Türken aus Bulgarien aus und siedelten sich in der heutigen Türkei an. Türken aus der bulgarischen Stadt Kasanlak ließen sich in Isparta nieder und brachten ihr Wissen zur Herstellung von Rosenöl mit. 1888 schmuggelte Müftüzade İsmail die bulgarische Ölrose (Rosa damascena trigintipetala) nach Isparta und ließ sie dort in großem Maßstab kultivieren, so dass die Stadt zur türkischen Rosenstadt (Şehir Gül) wurde. 1914 lebten in der Stadt 54.465 Personen, davon 6.648 Griechen und 1.119 Armenier.
1900 wurde das erste Krankenhaus errichtet.
1914 kam es zu einem schweren Erdbeben, bei dem fast die gesamte Innenstadt, historische Gebäude wie die Ulu Camii und das Krankenhaus zerstört wurden.
Zu Beginn des Ersten Weltkrieges 1914 wurden alle Armenier zwangsrekrutiert, um angeblich im Straßenbau für die Armee zu arbeiten, die Frauen und Kinder wurden nach Osten verschleppt. Über ihr Schicksal ist nichts bekannt, wahrscheinlich wurden sie Opfer des Völkermords an den Armeniern 1915.
Nach dem Ende des Ersten Weltkrieges wurde Isparta im Rahmen des Vertrags von Sèvres der italienischen Zone zugeschlagen. Italienische Truppen marschierten Richtung Burdur und erreichten Isparta am 28. Juni 1919. Ein türkischer Aufstand in der Stadt, der sich bis August 1919 hinzog, führte zum Rückzug der italienischen Truppen nach Antalya.
1923 wurde die griechische Bevölkerung der Stadt auf Grund des Vertrags von Lausanne vertrieben. Gleichzeitig siedelten sich erneut Türken an, die aus Bulgarien vertrieben wurden, und belebten die Rosenölindustrie.
1936 wurde die Eisenbahnlinie Richtung Istanbul eröffnet.
1976 wurde die Staatliche Ingenieur- und Architekturakademie gegründet, aus der 1992 die Süleyman Demirel Universität hervorging.

## Geographie

### Landkreis
Der zentrale Landkreis umgibt die Stadt Isparta und grenzt im Norden an die Kreise Gönen und Atabey, im Osten an den Kreis Eğirdir. Im Süden und Westen bildet die Provinz Burdur die Grenze. Neben der Kreisstadt besteht der Kreis noch aus zwei weiteren Gemeinden (Belediye): Savköy (3.522) und Kuleönü (2.669 Einw.). 20 Dörfer (Köy) mit durchschnittlich 772 Bewohnern vervollständigen den Kreis. Sechs der Dörfer haben über tausend Einwohner: Deregümü (2.049), Yakaören (1.725), Büyükgökçeli (1.288), Aliköy (1.238), Küçükhacılar (1.073) und Büyükhacılar (1.053 Einw.). Durch die Stadt Isparta (über die Hälfte der Provinzbevölkerung) ist die Bevölkerungsdichte für den zentralen Landkreis hoch und beträgt fast das Siebenfache des Provinzdurchschnitts (von 40 Einw. je km²).

### Gliederung
Der hauptstädtische, zentrale Landkreis (Merkez İlçe) besteht aus der Provinzhauptstadt Isparta, den beiden Stadtgemeinden (Belediye) Kuleönü (2620) und Sav (3575 Einw.) sowie 20 Dörfern (Köy), mit einer Durchschnittsbevölkerung von 767 Einwohnern. Die größten Dörfer sind:
- Deregümü (2092)
- Yakaören (1718)
- Aliköy (1308)
- Büyükgökçeli (1226)
- Küçükhacılar (1092)
- Büyükhacılar (1084 Einw.)

Die Stadt Isparta wiederum ist in 44 Mahalle aufgeteilt, deren Einwohnerzahl reicht von 427 bis 22.939 Einwohner (Davraz Mah.). Im Durchschnitt wird jedes Mahalle von 5471 Menschen bewohnt.

### Klima
Das Klima Ispartas ist kontinental geprägt, mit heißen, trockenen Sommern und relativ milden und niederschlagsreichen Wintern. Für die Normalperiode 1991–2020 beträgt die Jahresmitteltemperatur 12,5 °C, wobei im Januar mit 1,8 °C die kältesten und im Juli mit 24,0 °C die wärmsten Monatsmitteltemperaturen gemessen werden.
|                        | Jan   | Feb   | Mär   | Apr   | Mai   | Jun  | Jul  | Aug  | Sep  | Okt  | Nov  | Dez   |   |        |
| Mittl. Temperatur (°C) | 1,8   | 3,3   | 6,6   | 10,8  | 15,6  | 20,3 | 24,0 | 23,9 | 19,3 | 13,8 | 7,7  | 3,5   | ⌀ | 12,6   |
| Mittl. Tagesmax. (°C)  | 6,6   | 8,4   | 12,3  | 17,0  | 22,3  | 27,3 | 31,2 | 32,4 | 27,2 | 21,2 | 14,4 | 8,5   | ⌀ | 19,1   |
| Mittl. Tagesmin. (°C)  | −2,1  | −1,1  | 1,3   | 4,8   | 8,9   | 13,0 | 16,2 | 16,0 | 11,5 | 7,2  | 2,2  | −0,5  | ⌀ | 6,5    |
|                        |       |       |       |       |       |      |      |      |      |      |      |       |   |        |
| Niederschlag (mm)      | 70,3  | 51,5  | 55,2  | 51,6  | 60,1  | 30,9 | 19,3 | 16,1 | 20,8 | 38,5 | 43,6 | 68,4  | Σ | 526,3  |
|                        |       |       |       |       |       |      |      |      |      |      |      |       |   |        |
| Sonnenstunden (h/d)    | 3,7   | 4,8   | 5,8   | 6,8   | 8,1   | 9,9  | 10,8 | 10,2 | 9,1  | 7,0  | 5,5  | 3,6   | ⌀ | 7,1    |
|                        |       |       |       |       |       |      |      |      |      |      |      |       |   |        |
| Regentage (d)          | 12,17 | 10,97 | 11,10 | 11,60 | 12,20 | 7,60 | 3,83 | 4,10 | 4,93 | 7,27 | 7,73 | 11,63 | Σ | 105,13 |

| −2,1 |

| −1,1 |

| 1,3 |

| 4,8 |

| 8,9 |

| 13,0 |

| 16,2 |

| 16,0 |

| 11,5 |

| 7,2 |

| 2,2 |

| −0,5 |

| −2,1 |

| −1,1 |

| 1,3 |

| 4,8 |

| 8,9 |

| 13,0 |

| 16,2 |

| 16,0 |

| 11,5 |

| 7,2 |

| 2,2 |

| −0,5 |

## Bevölkerung

### Bevölkerungsentwicklung
Nachfolgende Tabelle zeigt den vergleichenden Bevölkerungsstand am Jahresende für die Provinz, den zentralen Landkreis und die Stadt Isparta sowie den jeweiligen Anteil an der übergeordneten Verwaltungsebene. Die Zahlen basieren auf dem 2007 eingeführten adressbasierten Einwohnerregister (ADNKS).

| Jahr | Provinz | Landkreis | Landkreis | Stadt | Stadt   |
| Jahr | abs.    | %         | abs.      | %     | abs.    |
| ---- | ------- | --------- | --------- | ----- | ------- |
| 2020 | 440.304 | 59,56     | 262.255   | 91,79 | 240.723 |
| 2019 | 444.914 | 59,43     | 264.426   | 91,90 | 243.020 |
| 2018 | 441.412 | 58,53     | 258.375   | 91,63 | 236.749 |
| 2017 | 433.830 | 57,98     | 251.531   | 91,44 | 230.011 |
| 2016 | 427.324 | 56,57     | 241.723   | 91,15 | 220.322 |
| 2015 | 421.766 | 55,83     | 235.456   | 90,93 | 214.096 |
| 2014 | 418.780 | 54,62     | 228.730   | 90,62 | 207.266 |
| 2013 | 417.774 | 53,48     | 223.430   | 90,35 | 201.873 |
| 2012 | 416.663 | 52,78     | 219.904   | 90,21 | 198.385 |
| 2011 | 411.245 | 51,92     | 213.511   | 89,97 | 192.093 |
| 2010 | 448.298 | 54,44     | 244.045   | 91,19 | 222.556 |
| 2009 | 420.796 | 50,29     | 211.614   | 89,83 | 190.084 |
| 2008 | 407.463 | 48,39     | 197.169   | 89,17 | 175.815 |
| 2007 | 419.845 | 49,11     | 206.186   | 89,60 | 184.735 |

### Volkszählungsergebnisse
Zu den Volkszählungen liegen folgende Bevölkerungsangaben über die Stadt, den Kreis, die Provinz und das Land vor: Ein Teil der Werte (1960 und davor sowie 1997) wurden PDF-Dokumenten entnommen, die über die Bibliothek des TÜIK abruf- und downloadbar sind.
| Region                   | 1945       | 1950       | 1955       | 1960       | 1965       | 1970       | 1975       | 1980       | 1985       | 1990       | 1997       | 2000       |
| ------------------------ | ---------- | ---------- | ---------- | ---------- | ---------- | ---------- | ---------- | ---------- | ---------- | ---------- | ---------- | ---------- |
| Stadt (Şehir)            | 17.292     | 18.383     | 24.567     | 35.981     | 42.901     | 50.905     | 62.870     | 86.475     | 101.215    | 112.117    | 134.271    | 148.496    |
| zentraler Kreis (Merkez) | 51.038     | 40.243     | 48.899     | 55.668     | 14.730     | 75.166     | 86.043     | 109.972    | 127.898    | 133.061    | 158.939    | 170.713    |
| Provinz (İl)             | 172.543    | 186.316    | 212.080    | 242.352    | 266.240    | 300.029    | 322.685    | 350.116    | 382.844    | 434.771    | 461.571    | 513.682    |
| Türkei                   | 18.790.174 | 20.947.188 | 24.064.763 | 27.754.820 | 31.391.421 | 35.605.176 | 40.347.719 | 44.736.957 | 50.664.458 | 56.473.035 | 62.865.574 | 67.803.927 |

## Politik

### Gemeinderat
| Partei / Liste                   | Wahl 2019     | Wahl 2019 |
| Partei / Liste                   | Stimmenanteil | Sitze     |
| -------------------------------- | ------------- | --------- |
| Adalet ve Kalkınma Partisi (AKP) | 38,71 %       | 15 Sitze  |
| İYİ Parti (İYİ)                  | 29,55 %       | 8 Sitze   |
| Milliyetçi Hareket Partisi (MHP) | 28,82 %       | 8 Sitze   |
| Saadet Partisi (SAADET)          | 1,35 %        | 0 Sitze   |

## Sehenswürdigkeiten

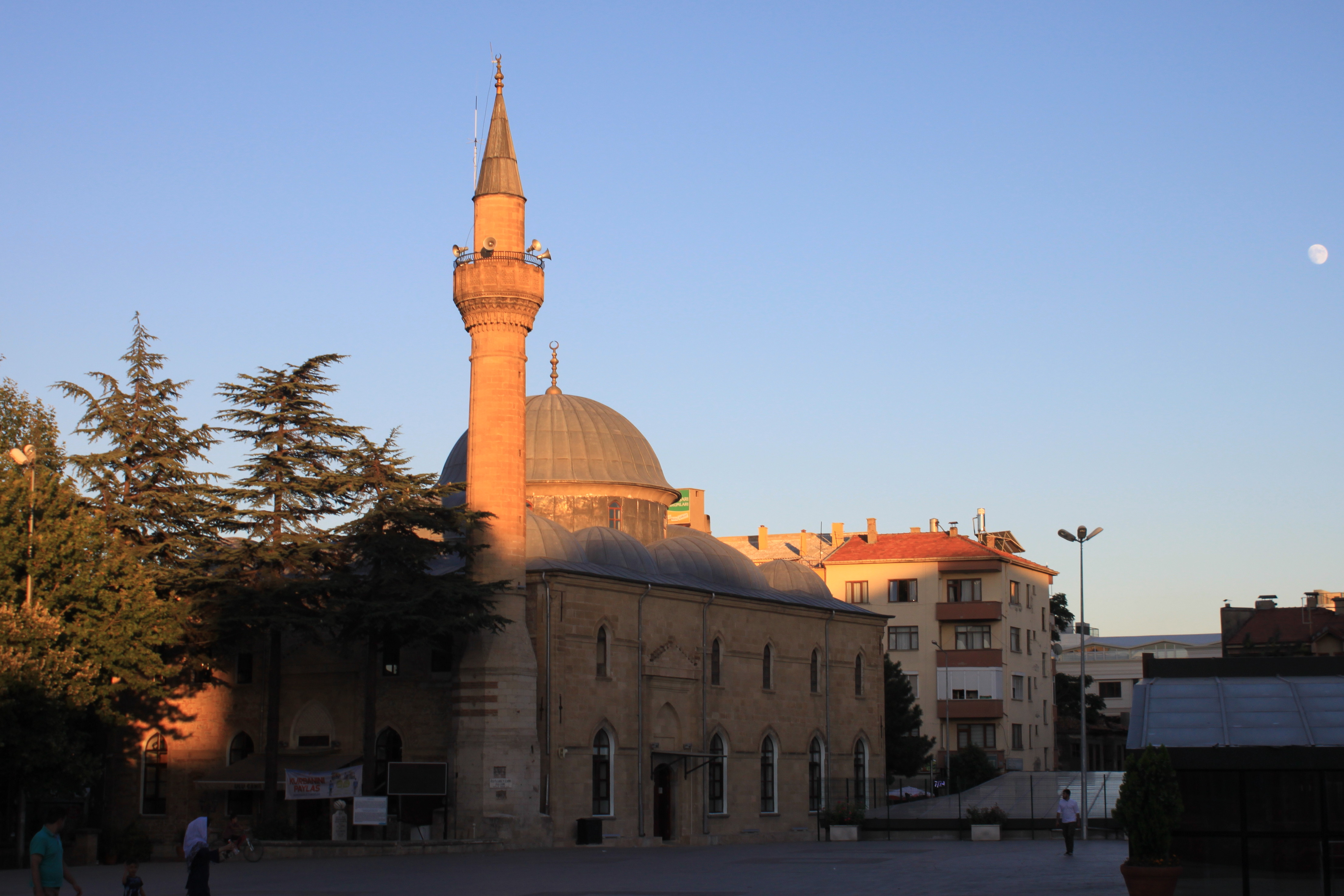
Isparta; Kutlu Bey Camii; zuletzt 1922 umgebaut

- die Kutlu Bey Cami, auch: Ulu Cami (= große Moschee) errichtet 1417 unter Kutlu Bey, einem General unter Sultan Murad II. Von der ursprünglichen Seldschukenmoschee aus dem Jahre 1299 sind nur noch Mauerreste vorhanden. Sie ist das älteste Gebäude der Stadt. 1901 wurde die Moschee zum 25-jährigen Thronjubiläum Sultans Abdülhamid II. im byzantinischen Stil bis 1904 umgebaut. 1914 durch Erdbeben fast vollständig zerstört, erfolgte 1922 der Wiederaufbau.

- die Firdevs-Bey-Cami (Moschee) (auch: Firdevs Paşa Camii, Mimar Sinan Camii) aus dem Jahr 1561. Sie und der benachbarte Bedesten (Markthalle) werden dem Architekten Sinan zugeschrieben. 1914 durch Erdbeben schwer beschädigt, danach renoviert.

- die Aya Payana Kirche (Aya Baniya Kilisesi); eine griechisch-orthodoxe Kirche aus dem Jahr 1750. Seit 1923 im ruinösen Zustand, wurde 1999 das Dach neu gedeckt. Eine weitere Renovierung ist geplant, wurde aber noch nicht durchgeführt (Stand 2022).

- das Ethnographische und Teppich-Museum (Isparta Etnografya Halı ve Kilim Müzesi) mit einer beeindruckenden Sammlung von Münzen und Teppichen.

- das Naturschutzgebiet Gölcük Gölü, ein nicht ganz ein km² großer Kratersee am Akdag-Gebirge in 1.300 m Höhe, das im Südwesten der Stadt liegt.

## Kirchengeschichte
Auf Grund der Nähe zu den Galatern verbreitete sich das Christentum schnell. Am Ersten Konzil von Nizäa im Jahre 325 nahmen Bischof Pollion aus Baris sowie Bischof Heraklios, ebenfalls aus Baris, teil. 787 besuchte Bischof Leo das Zweite Konzil von Nicäa, wobei unklar ist, ob Baris in Pisidien oder in Hellesponto gemeint ist. Wann der Bischofssitz aufgegeben wurde, ist unbekannt. Heute gibt es in der katholischen Kirche noch das Titularbistum Barenus in Pisida, das zum Titularerzbistum Nikomedia gehört. Der Sitz ist seit 2004 vakant.

## Persönlichkeiten
- Kemankeş Ali Pascha (gest. 1624), Großwesir
- Halil Hamid Pascha (1736 bis 1785), 1782 bis 1785 Großwesir
- Hüseyin Avni Pascha (1819 bis 15. Juni 1876), General, Kriegsminister und Großwesir
- Böcüzade Süleyman Sami (5. Januar 1851 bis 30. Mai 1932), Politiker und Autor
- Süleyman Demirel (1. November 1924 bis 17. Juni 2015), Politiker, 1993 bis 2000 Staatspräsident
- Altay Yavuzaslan (4. September 1942 bis 3. Juni 1997), türkischer Fußballtorhüter
- Mustafa Büyükkolancı (* 1949), Klassischer Archäologe
- Melike Demirağ (* 3. Juni 1956), Sängerin
- Erkan Mumcu (* 1. Mai 1963), Politiker
- Zeki Demirkubuz (* 1. Oktober 1964), Regisseur
- Mustafa Doğan (* 1. Januar 1976), Fußballspieler
- Emre Aydın (* 2. Februar 1981), Rockmusiker

## Partnerstädte
- Bitlis, Türkei
- Comrat, Republik Moldau
- Genk, Belgien
- Hamedan, Iran